# Herbert Nowohradsky

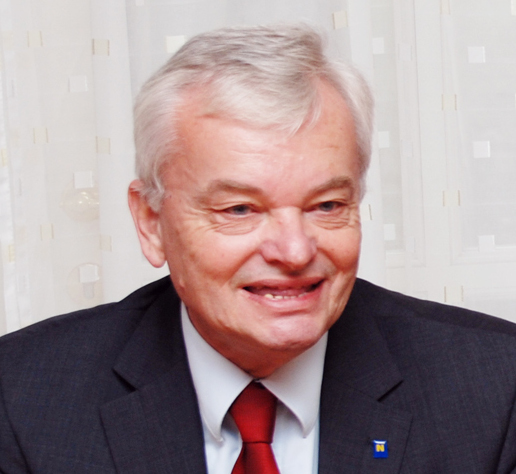
Herbert Nowohradsky (2011)

Herbert Nowohradsky (* 19. Februar 1950 in Jedenspeigen) ist ein österreichischer Hauptschuldirektor und Politiker (ÖVP). Nowohradsky war ab 1993 Abgeordneter zum Landtag von Niederösterreich und von 2008 bis 2011 dessen 2. Präsident.

## Leben
Nowohradsky besuchte nach der Volksschule das Gymnasium in Gänserndorf und absolvierte nach der Matura die die Pädagogische Akademie in Wien-Strebersdorf. Nach seinem Berufseintritt 1972 arbeitete er als Lehrer in Hauskirchen, Neusiedl an der Zaya und Hohenau an der March, bevor er 1984 Hauptschuldirektor von Hohenau an der March wurde. Politisch war Nowohradsky von 1972 bis 1980 als Bezirksobmann der Jungen Volkspartei in Zistersdorf aktiv und wurde 1985 zum Bezirksobmann des Gemeindevertreterverbandes gewählt. Er übernahm 1980 das Amt des Bürgermeisters Palterndorf-Dobermannsdorf und vertrat die ÖVP seit dem 7. Juni 1993 im Niederösterreichischen Landtag. Seit dem 10. April 2008 hatte Nowohradsky auch das Amt des 2. Landtagspräsidenten inne. Am 28. April 2011 schied er aus Altersgründen aus dem Landtag aus. Sein Nachfolger als zweiter Landtagspräsident wurde Johann Heuras, bis dahin Landesrat in der Landesregierung Pröll V.
2012 wurde er als Nachfolger von Edmund Freibauer als Obmann des Niederösterreichischen Seniorenbundes gewählt.
Er ist verheiratet und hat zwei Kinder.

## Auszeichnungen
- 2003: Großes Silbernes Ehrenzeichen für Verdienste um die Republik Österreich[3]
- 2010: Silbernes Komturkreuz mit dem Stern des Ehrenzeichens für Verdienste um das Bundesland Niederösterreich.